# Báthory István Szakgimnázium és Szakközépiskola
A Báthory István Szakgimnázium és Szakközépiskola a Zalaegerszegi Szakképzési Centrum tagintézménye. Zalaegerszegen, a páterdombi városrészen működik közel 65 éve.

## Iskolatörténet
Az iskola fennállásának 60. évfordulója alkalmából kiadott emlékkönyv (PDF)

### Báthory István Szakgimnázium és Szakközépiskola
Az iskola (a Kinizsi Tagiskola megszűnését követően), 2014 decemberében újra felvette Báthory István Erdélyi fejedelem nevét, így visszatért a városban is jól ismert nevéhez.

### Páterdombi Szakképző Iskola
A Páterdombi Szakképző Iskola és Kollégiumot 2003-ban hozta létre Zalaegerszeg Megyei Jogú Város Közgyűlése. Ezzel a döntéssel a páterdombi városrészen működő Báthory István Kereskedelmi, Vendéglátó-ipari és Idegenforgalmi Szakközépiskola és a Kinizsi Pál Mezőgazdasági és Élelmiszeripari Szakképző Iskola és Kollégium integrálásra került, közös igazgatással és költségvetéssel működik.

### Báthory István Kereskedelmi, Vendéglátó-ipari és Idegenforgalmi Szakképző Iskola
A kicsi, korszerűtlen Mártírok útjai épületből 1982-ben az iskola felköltözött egy újonnan épült, korszerű épületbe, a Páterdombra, felvette a Báthory nevet. A szakmunkásképzés mellett a szakközépiskolai képzés is elindult. Majd kinőve az akkori épületet, tantermi struktúrát, iskolánk az 1990-es évek elején tovább bővült, fejlődött: új  épületrésszel és a kor követelményeinek megfelelően IKT alapú szaktantermekkel. A kereskedelmi szakközépiskolai képzés mellett elindulhatott a vendéglátó szakközépiskolai képzés és a sikeres német-magyar két tanítási nyelvű oktatás.

## Képzések[2]
A szakgimnáziumi képzésekben az érettségivel együtt a tanulók már a tizenkettedik évfolyam végén szakmai végzettséget is szerezhetnek. A szakmai érettségivel már akkor is elhelyezkedhet a tanuló, ha nem folytatja tanulmányait a szakképzési évfolyamon. 
A szakmai érettségi a FEOR szerinti munkakörben jogosít munkavégzésre. A szakmai érettségi birtokában tehát a diák dönthet úgy, hogy továbbtanul a szakgimnázium 5. évfolyamán bármely másik szakmában, vagy akár főiskolán, egyetemen, de a munkaerő-piacot is választhatja.
- Kereskedelem – marketing, üzleti adminisztráció
  - Szakgimnázium, kereskedelem ágazat
    - érettségivel: kereskedelmi ügyintéző (4 év)
    - érettségi után: logisztikai ügyintéző (4+1 év)

  - Szakközépiskola 3+2 évfolyamos képzés. Három évfolyamos szakmai képzés után 2 év alatt érettségi szerezhető.
    - eladó
- Vendéglátás
  - Szakgimnázium vendéglátás ágazat
    - érettségivel: turisztikai referens (4 év)
    - érettségi után: Turisztikai szervező, értékesítő (4+1 év)

  - Szakközépiskola 3+2 évfolyamos képzés. Három évfolyamos szakmai képzés után 2 év alatt érettségi szerezhető.
    - cukrász
    - pincér
    - szakács
- Élelmiszeripar
  - Szakközépiskola 3+2 évfolyamos képzés. Három évfolyamos szakmai képzés után 2 év alatt érettségi szerezhető.
    - pék

### Szakmai képzési helyek
- Vendéglátó Oktatási Kabinet
- Élelmiszer Kereskedelmi Kabinet
- Pék Tanműhely

## Külső hivatkozások
- Az iskola hivatalos weboldala
- Báthory Suliújság